# Рей Браун
Реймънд Матюс Браун (на английски: Raymond Matthews Brown) е влиятелен американски джаз контрабасист и виолончелист. Пред публиката е известен с работата си с Оскар Питърсън и Ела Фицджералд.

## Биография
Реймънд Матюс Браун е роден в Питсбърг, Пенсилвания. Още от осемгодишен взема уроци по пиано. След като вижда колко много ученици в неговата гимназия се канят да стават пианисти, той решава да се запише да учи тромбон, но баща му не може да си го позволи. В гимназията се освобождава свободно място в джаз оркестъра и той се заема с контрабаса.
Най-ранният му музикален образец е контрабасистът на бенда на Дюк Елингтън, Джими Блантън. В младостта си той насъбира популярност в Питсбъргското джаз средище и първите му стъпки в джаза са с музиканти с бендове като Джими Хинсли и Снукъм Ръсъл. След гимназията негово достояние стават слухове, че джаз средището на 52-ра улица в Ню Йорк ври и кипи, и си купува еднопосочен билет за там. Когато отива там, той е едва 20-годишен, и се запознава с Хенк Джоунс, с когото преди това е работил, и е представен на Дизи Гилеспи, който си търси контрабасист. Гилеспи наема Браун на секундата, и той скоро става част от персонала на Арт Тейтъм и Чарли Паркър.
От 1946 до 1951 г. той свири в бенда на Гилеспи. Браун, както и вибрафонистът Милт Джаксън, барабанистът Кени Кларк и пианистът Джон Люис сформират ритъм секцията на бенда на Гилеспи. Люис, Кларк и Джаксън малко по-късно сформират Модърн Джаз Куортит. Браун се запознава с певицата Ела Фицджералд, когато тя се присъединява към групата на Гилеспи в качеството си на специална атракция на турнетата в южните щати през 1947 г. Двамата се женят през същата година и осиновяват детето на доведената сестра на Ела – Франсис, което кръщават Рей Браун – младши. Фицджералд и Браун се развеждат през 1952 г.
Горе-долу по това време Браун е поканен да свири на концертите от веригата „Джаз във Филхармоник“, които са организирани от Норман Гранц. На „Концерта“ в 1949 г. той работи за първи път с джаз пианиста Оскар Питърсън; от 1951 до 1966 г. свири в неговото трио. От 1957 до 1959 г. той участва в първите пет записа на Блосъм Диъри, за Върв Рекърдс. След напускането на триото той става мениджър и промоутър, както и продължава да бъде изпълнител.
През 1966 г. Рей Браун се премества в Лос Анджелис, където е масово търсен за различни бендове за телевизионни програми. Той също е така акомпаниращ музикант на много от водещите фигури на своето време, включително Франк Синатра, Били Екстин, Тони Бенет, Сара Вон и Нанси Уилсън. Мениджър е и на бившите си музикални партньори, Модърн Джаз Куортит, както и на младия Куинси Джоунс.
Той продуцира няколко програми на Холиуд Баул, пише учебници по джаз контрабас, и развива джаз виолончело.
В Лос Анджелис той композира музика за филми и телевизионни програми.